# David Kaye
David Kaye es un actor de voz canadiense. Es mejor conocido por papeles de animación como Megatron en cinco de las series Transformers (Beast Wars, Beast Machines, Armada, Energon y Cybertron), Optimus Prime en Transformers Animated, Profesor X en X-Men: Evolution, Crono en Class of the Titans, Khyber en Ben 10: Omniverse, varios personajes en Los Vengadores unidos y Duckworth en el reinicio de Patoaventuras. También es conocido por doblajes en anime como Sesshōmaru en Inuyasha y Treize Khushrenada en Mobile Suit Gundam Wing, y papeles de videojuegos como Clank en la serie Ratchet & Clank y Nathan Hale en la serie Resistance. También es el locutor de Last Week Tonight with John Oliver en HBO y prestó su voz a Celestial Arishem en la película Eternals del Universo cinematográfico de Marvel. Realizó trabajos de voz para varios otros estudios en Vancouver, Columbia Británica, Canadá durante muchos años, mientras que ocasionalmente hacía trabajos de voz en Los Ángeles, California, EE. UU., antes de mudarse allí por completo en 2007.

## Primeros años
Durante la década de 1980, Kaye se mudó a Vancouver para trabajar en la radio. También hizo teatro, interpretando a George en una producción de ¿Quién teme a Virginia Woolf? y Elwood P. Dowd en una producción de Harvey.

## Carrera
La carrera de actor de voz de Kaye comenzó en 1989 con el General Hawk en la serie animada de DiC G.I. Joe: A Real American Hero. Mientras trabajaba como talento al aire para la estación de radio CKLG (LG73), rápidamente perdió interés ya que los roles frente a la cámara y de voz comenzaron a ocupar más de su tiempo. Las oportunidades frente a la cámara llegaron en forma de papeles como invitado en series de televisión y películas como The X-Files, Battlestar Galactica y Happy Gilmore. Durante este tiempo, participó en varios programas de animación y videojuegos, incluido un papel como Megatron en Beast Wars. Esto dio inicio a una relación de décadas con la franquicia Transformers. En 2007, Kaye se convirtió en el primer y (a partir de 2021) único actor de la franquicia en interpretar tanto a Megatron como a Optimus Prime en papeles regulares, prestando su voz a este último para Transformers: Animated de Cartoon Network. También prestó su voz en las series posteriores Transformers: Prime y Transformers: Robots in Disguise.
En el anime, Kaye ha sido la voz detrás de Sesshomaru en la versión doblada al inglés de InuYasha, Treize Khushrenada en Mobile Suit Gundam Wing, Recoome en Dragon Ball Z (1996-98) y Soun Tendo en Ranma ½. Su participación en el anime ha dado lugar a varias apariciones en convenciones. Más tarde, Kaye se mudó a Los Ángeles y desde entonces ha trabajado en Ben 10: Omniverse como el villano Khyber, en Regular Show como Reginald y en Xiaolin Chronicles como Clay Bailey, F-Bot y Chase Young. Ha prestado su voz a varios personajes de la serie animada Los Vengadores unidos y a Max Tennyson en el reinicio de Ben 10. Compartió el papel de Stretch Monster con Miguel Ferrer en Stretch Armstrong and the Flex Fighters, y también sucedió a Ferrer como Vandal Savage en Young Justice: Outsiders después de su muerte.
Kaye también narra avances de películas y promociones de cadenas como ABC, Fox, The CW, National Geographic, TLC, FX y otras.

## Vida personal
Kaye y su esposa, Maria Hope, tienen una hija llamada Tianna.

## Filmografía

### Animación
| Año       | Título                                   | Papel | Notas                                                        |
| --------- | ---------------------------------------- | --- | ------------------------------------------------------------ |
| 1996–1999 | Beast Wars: Transformers                 | Megatron |                                                              |
| 1997      | Kleo the Misfit Unicorn                  | Varias voces | [ 3 ]                                                        |
| 1997      | Mummies Alive!                           | Talos | 3 episodios                                                  |
| 1997      | ReBoot                                   | Head Spectral | Episodio: "Where No Sprite Has Gone Before"                  |
| 1998      | Fat Dog Mendoza                          | Varias voces | [ 3 ]                                                        |
| 1999–2000 | Beast Machines: Transformers             | Megatron, Noble |                                                              |
| 2000–2001 | D'Myna Leagues                           | Barry, Dave Maven | [ 3 ]                                                        |
| 2000–2006 | Kong: La serie animada                   | Ramon de la Porta, Lex, Presentador de noticias |                                                              |
| 2000–2003 | X-Men: Evolution                         | Profesor X, Apocalipsis | Protagonista                                                 |
| 2003      | Harvey Birdman, Attorney at Law          | Oficiales, Guardia de Policía | Episodio: "Deadomutt"                                        |
| 2005      | The Cramp Twins                          | Locutor de noticias, Hombre | Episodio: "News Whale"                                       |
| 2005      | Stroker & Hoop                           | Ansel, Locutor | Episodio: "Just Voodoo It"                                   |
| 2005      | Being Ian                                | Locutor de justas | Episodio: "Joust Kidding Around"                             |
| 2005–2006 | Coconut Fred's Fruit Salad Island        | Bunga Berry, Varias voces | [ 3 ]                                                        |
| 2006–2008 | Class of the Titans                      | Crono, Arges, Logus, Varias voces | [ 3 ]                                                        |
| 2006      | Las aventuras de Tom y Jerry             | Mauricio | Episodio: "Feeding Time"                                     |
| 2007      | Fantastic Four: World's Greatest Heroes  | Iron Man | Episodio: "Shell Games"                                      |
| 2007–2009 | Transformers: Animated                   | Optimus Prime, Lugnut, Cliffjumper, Grimlock, Varias voces | [ 3 ]                                                        |
| 2009      | Iron Man: Armored Adventures             | Fin Fang Foom | Episodio: "Tales of Suspense"                                |
| 2010      | The Marvelous Misadventures of Flapjack  | Capitán Santiago | Episodio: "These Boots Were Made for Walking (On Your Face)" |
| 2010      | DC Super Friends                         | Superman, Hombre Halcón | [ 3 ]                                                        |
| 2010–2017 | Regular Show                             | Varias voces | [ 3 ]                                                        |
| 2011      | Ben 10/Generator Rex: Heroes United      | Shocksquatch | Película de televisión                                       |
| 2012      | Star Wars: The Clone Wars                | General Tandin | 2 episodios                                                  |
| 2012      | Transformers: Prime                      | Hardshell, Trooper | 2 episodios                                                  |
| 2012      | The Avengers: Earth's Mightiest Heroes   | Inteligencia Suprema | Episodio: "Live Kree or Die"                                 |
| 2012–2014 | Ben 10: Omniverse                        | Khyber, Shocksquatch, Cannonbolt, Gravattack, Heatblast, Swampfire, Skurd, Lord Transyl, Sunder, Frankenstrike, Joseph Chadwick, Gar Red Wind, Exo-Skull, Mole-Stache, Mallice, Thumbskull, Deefus Veeblepister, George Washington | [ 3 ]                                                        |
| 2012–2019 | Los Vengadores unidos                    | Vision, J.A.R.V.I.S., Baron Zemo, Corvus Glaive, Space Phantom, Blood Brother #1, Voces adicionales | [ 3 ]                                                        |
| 2013–2014 | Xiaolin Chronicles                       | Clay Bailey, Chase Young, Varias voces | [ 3 ]                                                        |
| 2013–2014 | DC Nation Shorts                         | Shazam, Bizarro, Ibac | [ 4 ] [ 5 ]                                                  |
| 2014      | Ultimate Spider-Man                      | J.A.R.V.I.S. | Episodio: "The Avenging Spider-Man"                          |
| 2014–2024 | Teen Titans Go!                          | Death, Ferryman, Whimsy Robin, Whimsy Cyborg, Dragon, Wizard of Weakness, Abraham Lincoln, Superman, Varias voces | [ 3 ]                                                        |
| 2015–2016 | TripTank                                 | Despachador de policía, Piloto, Interrogador | 2 episodios                                                  |
| 2015–2016 | Be Cool, Scooby-Doo!                     | Varias voces | [ 3 ]                                                        |
| 2015–2017 | Transformers: Robots in Disguise         | Slashmark, Hammerstrike, Locutor de carreras | [ 3 ]                                                        |
| 2015–2017 | Guardians of the Galaxy                  | Corvus Glaive, Controlador de los Nova Corps | [ 3 ]                                                        |
| 2015–2019 | We Bare Bears                            | Varias voces | [ 3 ]                                                        |
| 2016–2021 | Ben 10                                   | Max Tennyson, Lord Decibel, LaGrange, Shock-O, Shock Rock, Humungousaur, Varias voces | [ 3 ]                                                        |
| 2017–2018 | Stretch Armstrong and the Flex Fighters  | Monstruo elástico, Entrevistador de Epsilon | 3 episodios                                                  |
| 2018      | La leyenda de los tres caballeros        | Varias voces | [ 3 ]                                                        |
| 2018–2021 | DuckTales                                | Duckworth, Rhutt Betlam | [ 3 ]                                                        |
| 2018–2019 | Trolls: ¡No pierdas el ritmo!            | King Peppy, Varias voces | [ 3 ]                                                        |
| 2019–2022 | Young Justice                            | Vandal Savage, Elongated Man, Arion, Ryus Nereus, Steve Lombard, Kirby Jacobs | [ 3 ]                                                        |
| 2019–2022 | Green Eggs and Ham                       | Varias voces | [ 3 ]                                                        |
| 2020–2022 | Scooby-Doo and Guess Who?                | Varias voces | [ 3 ]                                                        |
| 2021–2022 | He-Man and the Masters of the Universe   | Cringer / Battle Cat | [ 6 ] [ 3 ]                                                  |
| 2024      | Lego Marvel Avengers: Mission Demolition | Vision, Vendedor de trajes de Hot Dogs | Especial de televisión de Disney+                            |
| 2024      | What If...?                              | Arishem el Juez | Serie animada de Disney+                                     |
| 2025      | Iron Man and His Awesome Friends         | Vision | [ 8 ]                                                        |

### Doblaje de anime
| Año       | Título                                  | Papel                                         | Notas                        |
| --------- | --------------------------------------- | --------------------------------------------- | ---------------------------- |
| 1986–1987 | Maison Ikkoku                           | Soichiro Otonashi                             |                              |
| 1988–1989 | Yoroiden Samurai Troopers               | Narrator, Ancient One                         |                              |
| 1989–1991 | Ranma ½                                 | Soun Tendo                                    |                              |
| 1993      | Fatal Fury 2: The New Battle            | Kim Kaphwan                                   |                              |
| 1994–1997 | Key the Metal Idol                      | Tomoyo Wakagi                                 |                              |
| 1995–1996 | Mobile Suit Gundam Wing                 | Treize Khushrenada                            |                              |
| 1997–2001 | Dragon Ball Z                           | Recoome                                       | Doblaje de Ocean Productions |
| 1997      | Night Warriors: Darkstalkers' Revenge   | Pyron                                         |                              |
| 1998      | Eat-Man                                 | Bolt Crank                                    | Episodio: "Bye Bye Aimie"    |
| 1999–2001 | Monster Rancher                         | Monol, Capitán Clay, Celius, End Bringer, Moo |                              |
| 2000–2004 | InuYasha                                | Sesshōmaru                                    |                              |
| 2002      | Ghost in the Shell: Stand Alone Complex | Batou                                         |                              |
| 2002      | Tokyo Underground                       | Pairon, Narrator                              |                              |
| 2002–2004 | MegaMan NT Warrior                      | ProtoMan.EXE                                  |                              |
| 2003–2004 | Transformers: Armada                    | Megatron, Galvatron                           |                              |
| 2004      | Transformers: Energon                   | Megatron, Galvatron                           |                              |
| 2005–2006 | Transformers: Cybertron                 | Megatron, Galvatron                           |                              |
| 2020–2021 | Yashahime                               | Sesshōmaru                                    |                              |

### Películas
| Año  | Título                                        | Papel                                               | Notas                      |
| ---- | --------------------------------------------- | --------------------------------------------------- | -------------------------- |
| 1994 | Fatal Fury: The Motion Picture                | Kim Kaphwan                                         | [ 3 ]                      |
| 1996 | Super Kid                                     | Rockpile                                            | Doblaje en inglés          |
| 1996 | Adventures of Mowgli                          | Akela                                               | Doblaje en inglés          |
| 1998 | Rudolph the Red-Nosed Reindeer: The Movie     | Cupid                                               | [ 3 ]                      |
| 2000 | Casper's Haunted Christmas                    | Narrador                                            |                            |
| 2002 | Barbie Rapunzel                               | Hugo, General                                       | [ 3 ]                      |
| 2004 | InuYasha: El amor a través del tiempo         | Sesshomaru                                          | Doblaje en inglés          |
| 2005 | Hot Wheels AcceleRacers                       | Deezel "Pork Chop" Riggs                            | [ 3 ]                      |
| 2006 | The Ant Bully                                 | Hormiga dormida, Hormiga guardiana, Hormiga pastora | [ 3 ]                      |
| 2006 | Inuyasha the Movie: Fire on the Mystic Island | Sesshomaru                                          | [ 3 ]                      |
| 2006 | Barbie y las 12 princesas bailarinas          | Doctor real, Centinela                              | [ 3 ]                      |
| 2006 | Kong: Return to the Jungle                    | Ramon de la Porta                                   | [ 3 ]                      |
| 2007 | Barbie as the Island Princess                 | Guardia                                             | [ 3 ]                      |
| 2007 | Max Steel vs El Oscuro Enemigo                | Warren Hunter                                       | [ 3 ]                      |
| 2008 | Barbie Mariposa                               | Guardia Real                                        | [ 3 ]                      |
| 2009 | Up                                            | Locutor de noticieros                               | [ 3 ]                      |
| 2011 | Night of the Living Carrots                   | The Missing Link                                    |                            |
| 2013 | Iron Man & Hulk: Heroes United                | J.A.R.V.I.S.                                        | [ 3 ]                      |
| 2014 | Edge of Tomorrow                              | UDF Commercial                                      |                            |
| 2014 | Iron Man & Captain America: Heroes United     | J.A.R.V.I.S., Computer Voice                        | [ 3 ]                      |
| 2014 | The Hero of Color City                        | Black, King Scrawl                                  | [ 3 ]                      |
| 2015 | Scooby-Doo! and the Beach Beastie             | Grafton Blackstone                                  | [ 3 ]                      |
| 2016 | Ratchet & Clank                               | Clank                                               | [ 3 ]                      |
| 2018 | Teen Titans Go! To the Movies                 | Announcer, Trailer Voice                            | [ 3 ]                      |
| 2018 | Scooby-Doo! and the Gourmet Ghost             | Henry Metcalf, Edward Du Flay                       | [ 3 ]                      |
| 2021 | Eternals                                      | Arishem el Juez                                     | [ 3 ] [ 9 ]                |
| 2021 | DC Showcase: Blue Beetle                      | Question                                            | [ 3 ]                      |
| 2024 | Justice League: Crisis on Infinite Earths     | Question, Satellite, Cardonian Lantern              | [ 10 ] [ 11 ] [ 12 ] [ 3 ] |

### Videojuegos
| Año  | Título                                      | Papel                                                              | Notas |
| ---- | ------------------------------------------- | ------------------------------------------------------------------ | ----- |
| 1997 | JumpStart 1st Grade Math                    | Capitán Hop, Spider Maestro                                        | [ 3 ] |
| 2002 | Ratchet & Clank                             | Clank, Bob, Científico Blarg, Comerciante de Chatarra              | [ 3 ] |
| 2003 | Impossible Creatures                        | Upton Julius, Henchman                                             | [ 3 ] |
| 2003 | Ratchet & Clank 2: Totalmente a tope        | Clank, Hipnotista Jefe, Empleado                                   | [ 3 ] |
| 2003 | Mobile Suit Gundam: Encounters in Space     | Soldiers, Pilots                                                   | [ 3 ] |
| 2004 | Baldur's Gate: Dark Alliance II             | Habdazar Doomwing, Artemis, Dorn Redbear                           | [ 3 ] |
| 2004 | Pitfall: The Lost Expedition                | Jonathan St. Claire, Graham                                        | [ 3 ] |
| 2004 | Transformers                                | Megatron                                                           | [ 3 ] |
| 2004 | Hot Shots Golf Fore!                        | Clank                                                              | [ 3 ] |
| 2004 | Ratchet & Clank 3                           | Clank                                                              | [ 3 ] |
| 2004 | Inuyasha: The Secret of the Cursed Mask     | Sesshomaru                                                         | [ 3 ] |
| 2005 | Psychonauts                                 | Ford Cruller, Hulking Lungfish, Captain O'Lungfish                 | [ 3 ] |
| 2005 | Inuyasha: Feudal Combat                     | Sesshomaru                                                         | [ 3 ] |
| 2005 | Ratchet: Deadlocked                         | Clank, Robot C                                                     | [ 3 ] |
| 2007 | Ratchet & Clank: El tamaño importa          | Clank                                                              | [ 3 ] |
| 2007 | Ratchet & Clank: Armados hasta los dientes  | Clank                                                              | [ 3 ] |
| 2009 | Terminator Salvation                        | O'Grady, Piloto de helicóptero de la Resistencia                   | [ 3 ] |
| 2009 | Where the Wild Things Are                   | Carol                                                              | [ 3 ] |
| 2009 | Ratchet & Clank: Atrapados en el tiempo     | Clank                                                              | [ 3 ] |
| 2010 | Spider-Man: Shattered Dimensions            | Mysterio                                                           | [ 3 ] |
| 2011 | PlayStation Move Heroes                     | Clank                                                              | [ 3 ] |
| 2011 | Dead Island                                 | Logan Carter                                                       | [ 3 ] |
| 2011 | Ratchet & Clank: Todos para uno             | Clank                                                              | [ 3 ] |
| 2011 | Batman: Arkham City                         | Comisionado Jim Gordon                                             |       |
| 2012 | Ben 10: Omniverse                           | Khyber, Heatblast, Cannonbolt, Gravattack, Shocksquatch, Arachnoid | [ 3 ] |
| 2012 | PlayStation All-Stars Battle Royale         | Clank                                                              | [ 3 ] |
| 2012 | Ratchet & Clank: QForce                     | Clank                                                              | [ 3 ] |
| 2013 | The Cave                                    | Adivinador de peso, Ruleta, Mago                                   | [ 3 ] |
| 2013 | Dead Island: Riptide                        | Logan Carter                                                       | [ 3 ] |
| 2013 | Fuse                                        | Lyndon Burgess, Científico, Piloto                                 | [ 3 ] |
| 2013 | The Wolf Among Us                           | Dr. Swineheart                                                     | [ 3 ] |
| 2013 | Ben 10: Omniverse 2                         | Cannonbolt, Gravattack, Swampfire                                  | [ 3 ] |
| 2013 | Ratchet & Clank: Into the Nexus             | Clank, Stone Stonefield                                            | [ 3 ] |
| 2014 | Disney Infinity 2.0                         | J.A.R.V.I.S., Mysterio                                             |       |
| 2015 | Disney Infinity 3.0                         | Vision                                                             |       |
| 2016 | Adrift                                      | Samuel Hocking                                                     | [ 3 ] |
| 2016 | Ratchet & Clank                             | Clank, Dallas Wannamaker, Locutor, Warbot                          | [ 3 ] |
| 2017 | Super Bomberman R                           | Clank                                                              | [ 3 ] |
| 2017 | LawBreakers                                 | AEGIS                                                              | [ 3 ] |
| 2017 | Marvel vs. Capcom: Infinite                 | Jedah                                                              | [ 3 ] |
| 2019 | Marvel Ultimate Alliance 3: The Black Order | Corvus Glaive, Vision, Mysterio                                    | [ 3 ] |
| 2021 | Ratchet & Clank: Rift Apart                 | Clank                                                              | [ 3 ] |
| 2021 | Psychonauts 2                               | Ford Cruller, Operador de viajes, Fresa, Público                   | [ 3 ] |
| 2021 | Nickelodeon All-Star Brawl                  | Powdered Toast Man                                                 | [ 3 ] |
| 2022 | Nickelodeon Kart Racers 3: Slime Speedway   | Powdered Toast Man                                                 | [ 3 ] |
| 2022 | Star Ocean: The Divine Force                | Remington Kurtzman                                                 | [ 3 ] |
| 2023 | Nickelodeon All-Star Brawl 2                | Powdered Toast Man                                                 | [ 3 ] |
| 2023 | Cookie Run: The Darkest Night               | Darkest Lord Cookie, Elder Gnome                                   | [ 3 ] |